# 阿特萨贝县

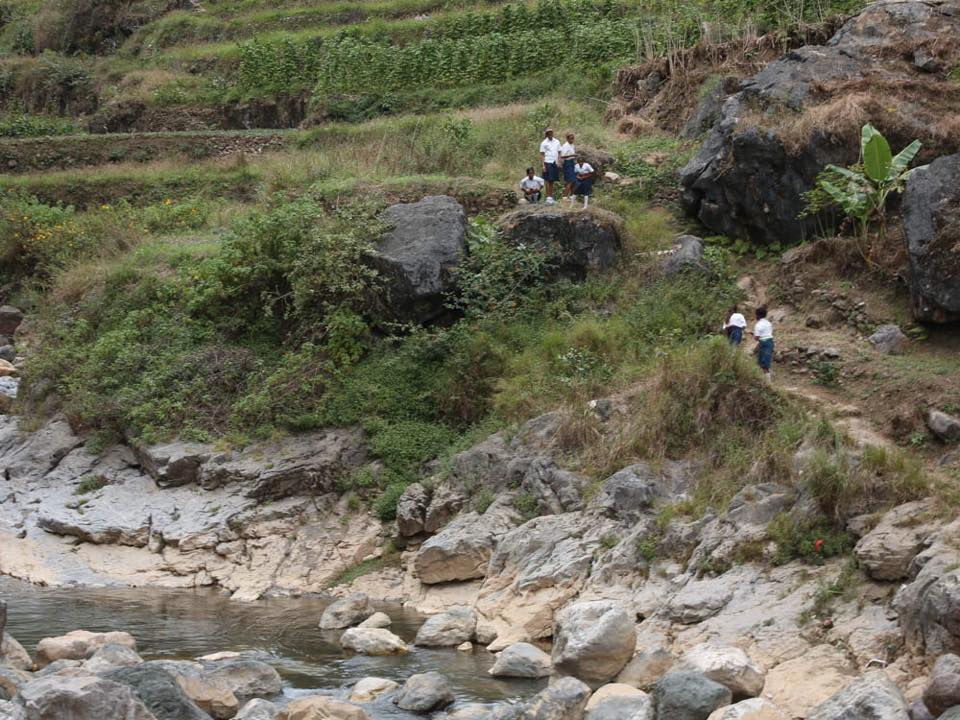
Children on their way to school in Atsabe

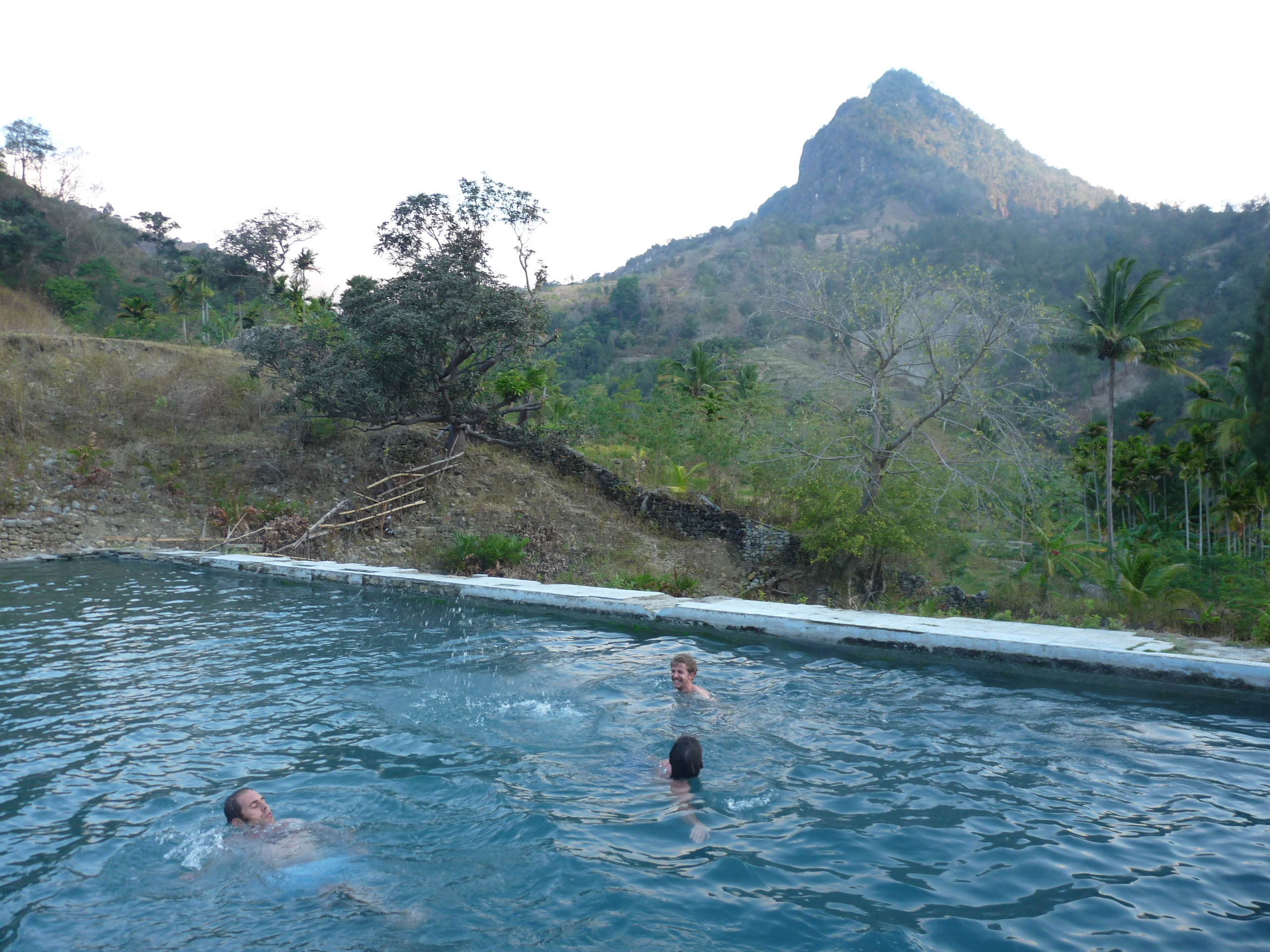
Hot springs of Marobo

阿特萨贝县是东帝汶民主共和国埃尔梅拉区的一个县，该县面积167.90平方公里，2010年人口普查时时人口为17264。2004年时人口为16,037。
Marabo有殖民时期留下的温泉，至今仍在使用。